# Campionato europeo maschile under 19 di calcio 2017
Il campionato europeo di calcio Under-19 2017 è stata la 65ª edizione del torneo organizzato dalla UEFA. Al torneo hanno potuto partecipare solo i giocatori nati dopo il 1º gennaio 1998.
Si è svolto in Georgia dal 2 al 15 luglio 2017.

## Qualificazioni
Il turno di qualificazione si è disputato nell'inverno 2016: 52 rappresentative sono state divise in 13 gironi di 4 squadre. Si sono qualificate al turno Elite le prime due di ogni girone più la migliore terza, escludendo il risultato della partita contro l'ultima classificata del proprio girone. La Georgia è qualificata automaticamente.
Nel turno Elite, disputato nella primavera 2017, le 28 squadre rimaste sono state divise in sette gironi, le vincenti di ognuno hanno ottenuto il diritto di partecipare alla fase finale del torneo.

## Stadi
Per la fase finale, sono stati selezionati quattro stadi in due città: David Petriashvili Stadium e Mikheil Meskhi Stadium (1 e 2) di Tbilisi e Tengiz Burjanadze Stadium di Gori.

## Squadre qualificate
| Pr. | Squadra     | Data di qualificazione certa | Partecipante in quanto                                         | Ultima presenza |
| --- | ----------- | ---------------------------- | -------------------------------------------------------------- | --------------- |
| 1   | Georgia     |                              | Nazione organizzatrice della fase finale                       | Lituania 2013   |
| 2   | Inghilterra | 24 marzo 2017                | 1ª classificata nel Gruppo 3 del turno Elite di qualificazione | Germania 2016   |
| 3   | Bulgaria    | 27 marzo 2017                | 1ª classificata nel Gruppo 5 del turno Elite di qualificazione | Ungheria 2014   |
| 4   | Rep. Ceca   | 27 marzo 2017                | 1ª classificata nel Gruppo 6 del turno Elite di qualificazione | Romania 2011    |
| 5   | Germania    | 28 marzo 2017                | 1ª classificata nel Gruppo 2 del turno Elite di qualificazione | Germania 2016   |
| 6   | Paesi Bassi | 28 marzo 2017                | 1ª classificata nel Gruppo 1 del turno Elite di qualificazione | Germania 2016   |
| 7   | Portogallo  | 28 marzo 2017                | 1ª classificata nel Gruppo 4 del turno Elite di qualificazione | Germania 2016   |
| 8   | Svezia      | 28 marzo 2017                | 1ª classificata nel Gruppo 7 del turno Elite di qualificazione | Svezia 1999     |

## Fase a gironi

### Regolamento
Le prime due squadre di ogni girone si qualificano alle semifinali del torneo.
Se due o più squadre dello stesso girone sono a pari punti al termine della fase a gironi, per determinare la classifica si applicano i seguenti criteri nell'ordine indicato:
- maggior numero di punti nelle partite disputate fra le squadre in questione (scontri diretti);
- miglior differenza reti nelle partite disputate fra le squadre in questione;
- maggior numero di gol segnati nelle partite disputate fra le squadre in questione.

Se alcune squadre sono ancora a pari merito dopo aver applicato questi criteri, essi vengono riapplicati esclusivamente alle partite fra le squadre in questione per determinare la classifica finale.
Se la suddetta procedura non porta a un esito, si applicano i seguenti criteri:
- miglior differenza reti in tutte le partite del girone;
- maggior numero di gol segnati in tutte le partite del girone;
- migliore condotta fair play al torneo, calcolata partendo da 10 punti per squadra, che vengono decurtati in questo modo:
  1. ogni ammonizione: un punto;
  2. ogni doppia ammonizione o espulsione: tre punti;
  3. ogni espulsione diretta dopo un'ammonizione: quattro punti;
- sorteggio.

Se due squadre che hanno lo stesso numero di punti e lo stesso numero di gol segnati e subiti si sfidano nell'ultima partita del girone e sono ancora a pari punti al termine della giornata, la classifica finale viene determinata tramite i tiri di rigore, purché nessun'altra squadra del girone abbia gli stessi punti al termine della fase a gironi.

### Girone A

#### Classifica
| Pos. | Squadra    | Pt | G | V | N | P | GF | GS | DR |
| ---- | ---------- | -- | - | - | - | - | -- | -- | -- |
| 1.   | Portogallo | 7  | 3 | 2 | 1 | 0 | 5  | 3  | +2 |
| 2.   | Rep. Ceca  | 6  | 3 | 2 | 0 | 1 | 5  | 3  | +2 |
| 3.   | Georgia    | 3  | 3 | 1 | 0 | 2 | 2  | 4  | -2 |
| 4.   | Svezia     | 1  | 3 | 0 | 1 | 2 | 4  | 6  | -2 |

#### Risultati
| Arbitro: | Sergei Lapochkin |

|              |           |                 |
| Gyökeres 77’ | Marcatori | 42’, 55’ Turyna |

| Arbitro: | Davide Massa |

|  |           |               |
|  | Marcatori | 66’ Rui Pedro |

| Arbitro: | Srdjan Jovanovic |

|                               |           |              |
| Kokhreidze 3’ Chakvetadze 31’ | Marcatori | 47’ Gyökeres |

| Arbitro: | Ali Palabiyik |

|              |           |                               |
| Graiciar 40’ | Marcatori | 35’ Mesaque Dju 74’ Rui Pedro |

| Arbitro: | Mads-Kristoffer Kristoffersen |

|                         |           |  |
| Šašinka 45+1’ Holík 61’ | Marcatori |  |

| Arbitro: | Ola Hobber Nilsen |

|                                        |           |                           |
| Rafael Leão 70’ João Filipe 87’ (rig.) | Marcatori | 43’ Gyökeres 61’ Karlsson |

### Girone B

#### Classifica
| Pos. | Squadra     | Pt | G | V | N | P | GF | GS | DR |
| ---- | ----------- | -- | - | - | - | - | -- | -- | -- |
| 1.   | Inghilterra | 9  | 3 | 3 | 0 | 0 | 7  | 1  | +6 |
| 2.   | Paesi Bassi | 4  | 3 | 1 | 1 | 1 | 5  | 3  | +2 |
| 3.   | Germania    | 3  | 3 | 1 | 0 | 2 | 5  | 8  | -3 |
| 4.   | Bulgaria    | 1  | 3 | 0 | 1 | 2 | 1  | 6  | -5 |

#### Risultati
| Arbitro: | Ola Hobber Nilsen |

|  |           |                        |
|  | Marcatori | 1’ Mount 48’ Sessegnon |

| Arbitro: | Mads-Kristoffer Kristoffersen |

|            |           |                                |
| Barkok 46’ | Marcatori | 49’, 65’, 79’ Piroe 90+1’ Grot |

| Arbitro: | Davide Massa |

|              |           |  |
| Brereton 84’ | Marcatori |  |

| Arbitro: | Sergei Lapochkin |

|                                               |           |  |
| Amenyido 10’ Gül 19’ (rig.) Friede 54’ (rig.) | Marcatori |  |

| Arbitro: | Srdjan Jovanović |

|             |           |           |
| Kongolo 51’ | Marcatori | 55’ Rusev |

| Arbitro: | Ali Palabiyik |

|                                             |           |                 |
| Brereton 52’ (rig.), 64’ Sessegnon 81’, 84’ | Marcatori | 76’ Warschewski |

## Fase a eliminazione diretta
|  | Semifinali | Semifinali  | Semifinali  |             |            | Finale     | Finale | Finale |  |
|  |            |             |             |             |            |            |        |        |  |
|  | 1A         | Portogallo  | 1           |             |            |            |        |        |  |
|  | 1A         | Portogallo  | 1           |             |            |            |        |        |  |
|  | 2B         | Paesi Bassi | 0           |             |            |            |        |        |  |
|  | 2B         | Paesi Bassi | 0           |             | Portogallo | Portogallo | 1      |        |  |
|  |            |             |             |             | Portogallo | Portogallo | 1      |        |  |
|  |            |             | Inghilterra | Inghilterra | 2          |            |        |        |  |
|  | 1B         | Inghilterra | Inghilterra | Inghilterra | 2          | 1          |        |        |  |
|  | 1B         | Inghilterra |             |             |            |            |        |        |  |
|  | 2A         | Rep. Ceca   | 0           |             |            |            |        |        |  |

### Semifinali
| Arbitro: | Mads-Kristoffer Kristoffersen |

|                      |           |  |
| Gedson Fernandes 24’ | Marcatori |  |

| Arbitro: | Davide Massa |

|              |           |  |
| Nmecha 90+3’ | Marcatori |  |

### Finale
| Arbitro: | Srdjan Jovanović |

|                     |           |                        |
| Sterling 56’ (aut.) | Marcatori | 50’ Suliman 68’ Nmecha |

## Classifica marcatori
3 reti
- Ben Brereton (1 rig.)
- Ryan Sessegnon
- Joël Piroe
- Viktor Gyökeres

2 reti
- Daniel Turyna
- Lukas Nmecha
- Rui Pedro

1 rete
- Georgi Rusev
- Martin Graiciar
- Libor Holík
- Ondřej Šašinka
- Giorgi Chakvetadze
- Giorgi Kokhreidze
- Etienne Amenyido
- Aymen Barkok
- Sidney Friede (1 rig.)
- Gökhan Gül (1 rig.)

- Tobias Warschewski
- Mason Mount
- Easah Suliman
- Jay-Roy Grot
- Rodney Kongolo
- Mesaque Dju
- Gedson Fernandes
- João Filipe (1 rig.)
- Rafael Leão
- Jesper Karlsson

autoreti
- Dujon Sterling (1 pro  Portogallo)